# Polytelodes
Polytelodes là một chi bướm đêm thuộc họ Noctuidae.

## Loài
- Polytelodes florifera (Walker, 1858)